# Simfonija ljubvi i smerti
Simfonija ljubvi i smerti (in cirillico: Симфония любви и смерти?; titolo per la distribuzione internazionale Mozart and Salieri o Symphony of Love and Death) è un film del 1914 (altre fonti indicano il 1915) diretto da Viktor Turžanskij e da S. Jur'ev e primo film di Olga Baclanova. La trama è tratta da un'opera di Aleksandr Puškin.